# Pengo (відеогра)
Pengo (яп. ペンゴ) — аркадна гра, розроблена Coreland і видана компанією Сега у 1982 році. Гравець управляє Пенго, червоним пінгвіном, який знаходиться в Антарктиці. Дія гри відбувається в лабіринті з крижаних блоків, де Пенго бореться з переслідувачами. Мета гри: вижити в серії раундів, знищивши всіх противників, при цьому накопичуючи бонуси, при об'єднанні трьох розкиданих лабіринтом діамантів.
Є два варіанти гри, кожен з різною музикою. Перший використовує «попкорн» в якості теми, а другий — оригінальну музику. Є й інші невеликі відмінності.
Pengo був портований на Atari 2600, Atari 5200, Atari 8-bit family, та Sega Game Gear.

## Геймплей
Гравець використовує чотирьох-позиційний джойстик і одну кнопку для керування пінгвіном Пенго. Натискання кнопки джойстика навпроти крижаного блоку призведе до його ковзання в цьому напрямку, доки він не досягне іншого блоку або стіни. Якщо рух неможливий, натискання кнопки розчавить блок.
Мета полягає в тому, щоб знищити всіх суперників за допомогою одного з трьох методів:
- Розчавити крижаними блоками
- Дробити блоки, з яких вони народжуються
- Пробігти по них, коли вони приголомшені після удару об стіну

На початку кожного раунду з певної кількості яєць вилуплюються противники, в той час як інші блоки блимають, вказуючи, що вони містять яйця. Коли гравець знищує активного противника, з яєць вилуплюються нові, щоб замінити їх. Вбивство одразу кількох противників з одним блоком нагороджується додатковими очками. Противники можуть розбивати блоки в спробі наздогнати Пенго. Впираючись у стіни, можна викликати її вібрацію і тимчасово приголомшити будь-якого супротивника у контакті з нею; гравець може потім розчавити їх з блоком, або просто пробігти над ними, щоб знищити. Зустріч з противником призводить до втрати одного життя.
Три блоки в кожному раунді відзначені з діамантами і не можуть бути розчавленими. Розташування цих блоків в безперервну горизонтальну або вертикальну лінію надає бонусні очки і тимчасово приголомшує всіх активних противників. Якщо гравець усуває всіх противників менш ніж за 60 секунд, бонусні бали нараховуються в залежності від витраченого часу.
Якщо гравець виживає протягом двох хвилин без жодної втрати життя або завершення раунду, всі активні супротивники стають краплями. Їхня швидкість пересування збільшується, і вони будуть рухатися прямо до однієї із стін, ламаючи все крижані блоки на своєму шляху. Коли крапля досягає стіни, вона буде рухатися у кут екрану і зникне при його досягненні. Як тільки всі краплі зникли або були знищені, раунд закінчується. Якщо гравець руйнує одного з двох останніх супротивників, той, що залишився в живих стане краплею після 12-секундної затримки. Однак, якщо гравець знищує кілька супротивників, і в живих залишається тільки один, він стане краплею одразу.
Гра включає в загальній кількості 16 раундів. Після кожного другого раунду відображається одна з шести антрактових анімацій.

## Спадщина
У 1982 і 1983 роках Bandai Electronics створили дві офіційні Sega ліцензовані портативні гри з Пенго. Перша була LCD-кишеньковою грою, друга - VFD настільною версією. У 1995 році в Японії була випущена нова гра під назвою Pepenga Pengo для Sega Mega Drive.
Сучасні клони Pengo включають Pengi для BBC Micro та Acorn Electron, Percy Penguin для Commodore 64, Block Buster для VIC-20, Chilly Willy для Microbee, Pengon для Atari 8-bit family, Pengy для Atari ST, та Freez'Bees і Do-Do для ZX Spectrum.